# Paoo
Fao qatr  conhecido como Paoo, conhecido em Lifou sob o nome (antigo Fao), nascido no início dos anos 1800 , na ilha do Aitutaki, ilhas Cook, e morreu em 1860, é um dos primeiros aborígenes da Nova Caledónia converter-se ao cristianismo já no início da década de 1820.

## Biografia
Segue-se, em um primeiro momento os ensinamentos dos missionários, do Taiti da Sociedade Missionária de Londres (Papeiha, Vahineino, Vahapata...) que estão instalados no site a partir de 1821. Eles vão estar unidos em 1838 por Henry Royle. 
Descendentes de Paoo ainda vivem nas ilhas Cook. Alguns deles foram para Lifou, em março de 2002, para comemorar o 160º aniversário da chegada do Evangelho.

## Link externo
- Foto da praia Ahmelwedr, que teria desembarcado pela primeira vez Paoo